# St. Lewis
St. Lewis är en ort i Kanada.   Den ligger i provinsen Newfoundland och Labrador, i den östra delen av landet, 1 600 km öster om huvudstaden Ottawa. St. Lewis ligger 17 meter över havet och antalet invånare är 290.
Terrängen runt St. Lewis är platt. Havet är nära St. Lewis åt sydost. Trakten är glest befolkad. Det finns inga andra samhällen i närheten. 